# Orconectes kentuckiensis
Orconectes kentuckiensis là một loài tôm sông trong họ Cambaridae.